# Novozelandci
Novozelándci (pogovorno Kíviji, angleško New Zealanders ali Kiwis, maorsko Tāngata Aotearoa) so narod, ki živi na območju današnje Nove Zelandije. Etnična skupina je nastala z mešanjem evropskih kolonizatorjev, ki danes predstavljajo 70 % prebivalstva in avtohtonih ljudstev, ki so predhodno živeli na tem območju.
Pomembnejše manjšine so v Avstraliji, Kanadi in v ZDA.